# رابرت ادوارد بل
رابرت ادوارد بل (انگلیسی: Robert Edward Bell؛ ۲۹ نوامبر ۱۹۱۸ – ۱ آوریل ۱۹۹۲) یک سیاست‌مدار اهل کانادا بود.